# Bhogadi
Bhogadi è una suddivisione dell'India, classificata come census town, di 4.813 abitanti, situata nel distretto di Mysore, nello stato federato del Karnataka. In base al numero di abitanti la città rientra nella classe VI (meno di 5.000 persone).

## Geografia fisica
La città è situata a 12° 17' 51 N e 76° 35' 43 E.

## Società

### Evoluzione demografica
Al censimento del 2001 la popolazione di Bhogadi assommava a 4.813 persone, delle quali 2.529 maschi e 2.284 femmine. I bambini di età inferiore o uguale ai sei anni assommavano a 545, dei quali 268 maschi e 277 femmine. Infine, coloro che erano in grado di saper almeno leggere e scrivere erano 3.085, dei quali 1.773 maschi e 1.312 femmine.